# 奧萬多 (考卡河谷省)
奧萬多（西班牙語：Obando）是哥倫比亞考卡河谷省的城鎮，位於該國西部，距離首府卡利192公里，始建於1760年，面積171平方公里，海拔高度917米，2002年人口15,127。

## 外部連結
- http://www.obando-valle.gov.co （页面存档备份，存于）
- http://obandovalle.es.tl （页面存档备份，存于）